# Sistemska teorija literature
Literarni sistem (ang. literary system, nem. Literatursystem) je osnovni pojem sistemske literarne teorije. 

## Literarni sistem poS. J. Schmidtu
Literarno komunikacijo je definiral s pomočjo štirih delovalnih vlog, ki obsegajo proizvajanje, distribucijo, recepcijo, obdelavo. So interaktivno usmerjene ne literarno besedilo.
1. Teorija literarnega proizvajanja – literarni proizvajalci so posamezniki, ali socialne skupine, ki so tega sposobni in ustrezno motivirani.
2. Teorija literarnega distribuiranja – loči lektorske procese, medializacijo, distribucijo, marketinška znanja. Ločuje med direktnimi in indirektnimi načini posredovanja literature.
3. Teorija literarnega sprejemanja – individualno in socialno pogojena dejavnost. Različni načini sprejemanja literature, vezani na tisk, elektronske medije, avdio-vizualne medije.
4. Teorija literarnega obdelovanja – literarna kritika. Loči po stilu in tematiki, ekonomskem ozadju (plačani, neplačani kritiki) ali statusu kritika (profesionalec, laik).

## Literarni sistem poA. Barschu
V središču njegovega razpravljanja so pojmi: tekst, pomen, literatura in socialni pomen. Zanima ga, kaj vse je literatura, kaj je predmet literarne znanosti in kje vse so področja, ki posegajo v literarni sistem. 
Literarni sistem deli na 2 oz. 3 delovalniške ravnine. 
1. Ravnina literarnih ravnanj, ki se nanašajo na komunikatno bazo (največ teksti, knjige, časopisni prispevki)
2. Ravnina opazovanja literature. To so metaliterarne akcije, ki predvsem opazujejo, kaj se v literarnem sistemu dogaja in se posredno in neposredno nanašajo na njegove akterje in tekste (literarna kritika, interpretacija, izposoja knjig).
3. Ravnina meta-metaliterarnih ravnanj. Je fakultativna, v njej so teorija znanosti, literarna kritika, literarna zgodovina.

Kasneje je to teorijo sistema izpopolnil.
1. Glavna delovalniška ravnina, delovalniki so prvenstveno usmerjeni na tekste, poveže z literarnima konvencijama fikcionalnosti in prave polivalenčnosti.
2. Druga ravnina delovanja, na njej se odvijajo komunikacije o literaturi, poveže s šibko polivalenčnostjo.
3. Raven družbe, kjer gre pozornost medsistemskim relacijam.

## Literarni sistem poG. Ruschu
Literaturo tvori množica tekstov in z njimi povezanih dejavnosti proizvajanja, razširjanja in obdelovanja. Literarna ravnanja posameznikov so pod vplivom psihičnih in kognitivnih značilnosti. V njihovem delovanju se odražajo principi fiziološke, psihične in družbene narave. 
Literarne komunikacije ni mogoče opisati kot zaprtega sistema.
Strukturo socialnega sistema literatura sestavljajo 4 faze literarnega procesa:
1. literarni proizvajalci
2. ravnina distribucije
3. vidik publike / recepcije
4. vidik obdelave

Rusch literarni proces naprej deli na tekstualne in netekstualne značilnosti oz. zunanje (pred)pogoje in faktorje literarne komunikacije.
Literarno specifični formalni, tekstualni parametri so:
1. skladenjske značilnosti
2. leksikalne značilnosti
3. tematske značilnosti
4. semantične značilnosti
5. kontekstualne značilnosti
6. pragmatične značilnosti
7. stilistične značilnosti

## Literarni sistem poU. Perenič
Literatura je socialni sistem. Literatura je na nek način avtonomna in samozadostna, po drugi strani pa nanjo močno vplivajo zunanje okoliščine, kot so socialne, politične, ekonomske, pravne situacije. Pri literaturi imamo tako estetski kot socialni in kulturni fenomen. Literarni sistem je vpet v zapletene socialne, pravne, politične, kulturne, ekonomske, znanstvene, izobraževalne kontekste. Ravno zato literaturo razumemo kot sistem, ker ni zgolj besedilo in dojemanje le tega, temveč je vse, kar je povezano z njo, od ustvarjalca, do posrednika in sprejemnika, pa tudi do različnih okoliščin, ki vplivajo na sam nastanke literature. To poimenovanje se od drugih razlikuje predvsem po tem, da literatura ni samo nek tekst in pogojno še ustvarjalec, marveč so pomembne tudi vse ostale dejavnosti, povezane z literaturo, tudi tiste, ki na prvi pogled niso tako očitne.
Literaturo kot sistem sestavljajo komunikatna baza in multiple komponente. Komunikatna baza je predvsem tekst, največkrat v zapisani obliki, pa tudi v ustni in v avdio-vizualni podobi.
Multiple komponente se delijo na tri ravnine, in sicer na proizvajalno ravnino, na distribucijsko ravnino ter na ravnino recepcije in obdelave. Vsaka od ravnin se naprej deli.
Proizvajalna ravnina se deli na:
1. literarnega proizvajalca: avtorja,
2. prevajalca-prirejevalca,
3. lektorja,
4. urednika,
5. zaposlene pri založbah, organizacijah, društvih (ki pa so nek vezni člen, saj so včasih lahko bolj povezani s proizvajanjem besedila, včasih pa bolj s knjigotrškim vidikom).

Distribucijska ravnina se deli na:
1. založniško dejavnost,
2. stavec, tiskar, knjigovez,
3. drugi zaposleni pri založbah, organizacijah, društvih (trgovinski zastopnik, ponudnik, kolporter),
4. knjigarne in knjigarnarji,
5. knjižnice in knjižničarji.

Ravnina recepcije in obdelave se deli na:
1. bralce,
2. poslušalce,
3. gledalce,
4. recenzente, literarne kritike,
5. literarne znanstvenike (literarni zgodovinarji, literarni teoretiki),
6. členi vzgojno-izobraževalnega procesa (učitelji, profesorji in učenci, dijaki, študentje).

Model literarnega sistema je tak, da je v središču komunikatna baza, na katero vplivajo multiple komponente, ki so ravnina proizvajanja, ravnina distribucije in ravnina recepcije z obdelavo, na vse te pa vplivajo vzgoja in izobraževanje, gospodarstvo, znanost, vera in narodna politika.